# Parilia major
Parilia major is een krabbensoort uit de familie van de Leucosiidae. De wetenschappelijke naam van de soort werd voor het eerst geldig gepubliceerd in 1961 door Sakai.